# سامبا دياكيتي
سامبا دياكيتي (بالفرنسية: Samba Diakité)؛ مواليد 24 يناير 1989 في مونتفرميل، فرنسا، هو لاعب كرة قدم فرنسي يلعب لمنتخب فرنسا لكرة القدم كلاعب وسط. يلعب حاليا في نادي الاتحاد السعودي في مركز الوسط، ومعار من نادي كوينز بارك رينجيرز الإنجليزي.

## روابط خارجية
- سامبا دياكيتي على موقع الاتحاد الأوربي (الإنجليزية)
- سامبا دياكيتي على موقع رابطة كرة القدم الفرنسية للمحترفين (الإنجليزية)
- سامبا دياكيتي على موقع قاعدة بيانات كرة القدم.إي يو (الإنجليزية)
- سامبا دياكيتي على موقع ليكيب (الفرنسية)
- سامبا دياكيتي على موقع ناشيونال فوتبول تيمز (الإنجليزية)
- سامبا دياكيتي على موقع Soccerbase.com (لاعب) (الإنجليزية)
- سامبا دياكيتي على موقع Soccerway.com (الإنجليزية)
- سامبا دياكيتي على موقع عالم كرة القدم.نت (الإنجليزية)
- سامبا دياكيتي على موقع AS.com (الإسبانية)